# Aux bons soins de
Pour les articles homonymes, voir ABS.
Dans les règles de la correspondance francophone, aux bons soins de ou ABS est une expression désignant l'intermédiaire par lequel la lettre sera remise à son destinataire,. Elle est utilisée par exemple quand quelqu'un est logé chez une autre personne. 
Sur les enveloppes, cette formule est généralement remplacée par l'abréviation « ABS », « ℁ » (caractères Unicode U+2101) ou « ⅍ » (caractère unicode U+214D). Cependant, l'abréviation utilisée est souvent l'anglophone « ℅ » ou « C/O », pour care of (caractère Unicode U+2105).